# Yves Rondon
Yves Rondon, född 1914, död 2006, var en fransk lichenolog.
Auktorsnamnet Rondon kan användas för Yves Rondon i samband med ett vetenskapligt namn inom botaniken; se Wikipediaartiklar som länkar till auktorsnamnet.